# 청도군의 새마을 운동
새마을 운동은 1969년 8월 초 경상북도 청도군 청도읍 신도리에서 수해 복구 현장을 목격한 박정희 대통령의 제창으로 1970년부터 시작됨으로써 경상북도 청도군은 새마을 운동의 발상지(發想地)가 되었다.

## 개설
새마을운동은 근면, 자조, 협동으로 대표되는 민족중흥운동으로 ‘할 수 있다’와 ‘하면 된다’의 긍정적 사고 및 능동적 실천이 결합된 조국근대화 운동이다.
1969년 8월 초순, 故박정희 대통령이 경상남도의 유례없이 참혹했던 수해현장을 시찰하고자 전용열차를 이용하여 경부선 청도지역을 통과하던 중, 신도마을 주민들이 합심하여 수해를 복구하는 광경을 보고 대통령 전용열차를 잠시 멈추게 하였다. 그곳에서 마을 안길 및 하천, 산림 등 마을 전체가 잘 정비된 모습과 주민들의 자발적인 참여 의지에 깊은 감명을 받게 되어 “모든 농촌을 이 마을처럼 가꾸었으면 좋겠다.” 고 착안한 것이 새마을운동이 태동하는 계기가 되었다.
이듬해인 1970년 4월 22일, 한해대책 전국지방장관회의에서 청도군 청도읍 신도마을을 소개하고 전국의 농촌마을을 신도마을을 본보기로 하여 잘 가꾸어 볼 것을 지시함으로써 농촌의 “잘 살기운동” 의 방향성이 제시되었고 이는 곧 새마을운동의 효시가 되어 조국근대화의 기틀이 되었으며 이에 청도군 청도읍 신도마을이 새마을운동 발상지로 새롭게 주목받게 되었다.
‘큰 사업이나 문화가 처음 생기게 된 곳’이라는 발상지의 사전적 의미로 볼 때 청도군 청도읍 신도마을이 새마을운동의 발상지로 불리는 것은 당연하다.
현재 청도군은 새마을운동발상지 기념관 및 테마공원을 건립.운영하고 있으며, 그 외 다양한 기념사업과 출판 등으로 새마을운동 발상지로서 역할을 다하고자 많은 노력을 기울이고 있다.

## 새마을 운동의 발생 배경[3]
새마을운동은 1970년 4월 22일 박정희 대통령의 제안으로 처음 시작된다. 빈곤의 악순환에서 벗어나고 우리 농촌을 우리 스스로 바꿔보자는 취지였다. 이후 근면·자조·협동이라는 말은 귀에 딱지가 앉을 만큼 일상적 단어로 전국에 퍼졌다. ‘잘살아보세’와 ‘새마을노래’는 애국가에 버금갈 정도로 곳곳에서 불렸다.
그러한 새마을운동의 중심지가 경북 청도다. ‘신도리’라는 작은 마을에서 ‘역사’는 시작되었다. 그때의 이야기다.
“남은 건 절망뿐이었다. 미처 손 쓸 틈도 없었다. 탄식은 길었고, 넋 나간 한숨은 끊임없이 흘러나왔다.”
1969년 6월 ~ 8월. 기습 폭우로 전국의 농촌은 망연자실하고 있었다. 길은 끊어지고, 둑은 형체도 없이 사라졌다. 범람한 물에 휩쓸려온 쓰레기가 농작물들과 뒤엉켜 전쟁터를 방불케 했다. 키우던 가축들은 진흙더미에 깔려 거친 숨을 헐떡이고 있었다. 참담함 그 자체였다. 농민들에게 남은 것은 ‘비탄’과 ‘허탈’뿐이었다. 작은 희망마저 수마에 휩쓸려 간 듯했다.

겨우 복구에 나섰지만, 그마저도 역부족이었다. 변변한 농기계조차 없던 시절이었다. 수마가 할퀸 아비규환의 현장을 사람의 힘으로 감당하기란 애초부터 어려운 일이었다. 

비보는 연일 들려왔다. 박정희 대통령은 도저히 자리에 앉아 있을 수 없었다.

“임자 전용열차 대기시켜. 홍수피해가 큰 경남지역으로 가봐야겠어.” 

열차가 이동하는 내내 박대통령은 착잡하기만 했다. 

“어떻게 하면 우리 농촌이 잘 살 수 있을까. 어떻게 해서든 빈곤의 악순환을 끊어야 한다.”

박 대통령의 머릿속에는 온통 ‘잘사는 농촌’ 생각으로 가득했다. 하지만 뾰족한 답이 없었다. 그렇다고 포기할 수만은 없었다. 깊은 고민이 박 대통령의 마음을 내내 무겁게 짓눌렀다. 

그때였다. 청도군 인근을 지날 무렵이었다.

“임자, 잠깐 기차 세워!”

“예?”

수행원은 갑작스러운 대통령의 말에 당황한 기색이 역력했다.

“내가 뭐 좀 봐야겠어. 뒤쪽으로 후진시켜.”

박 대통령은 거침이 없었다. 멈춘 기차는 서서히 뒤로 움직였다.

“여기가 어디야?”

“청도군 신도리라는 곳입니다.”

기차가 멈춰선 곳은 경북 청도의 한 작은 마을, 신도리였다. 경부선 철로변에 위치한 전형적인 농촌마을이었다. 

하지만 박 대통령이 본 신도리는 달랐다. 남녀노소 할 것 없이 힘을 모아 제방 복구와 마을 안길을 보수하고 있었다. 

그 모습을 박 대통령이 우연히 차창 너머로 본 것이다.

“신도리? 임자, 지금 마을로 들어가 봐. 어떻게 마을을 이렇게 가꿨는지 주민들에게 물어봐.”

마을로 들어선 수행원은 자신의 눈을 의심했다. 변변한 길조차 없는 다른 농촌과는 확연히 달랐다.

뒷산에는 산림이 우거졌고, 집은 개량된 지붕으로 말끔하게 단장되어 있었다. 마을 안길은 시원스럽게 닦여 있어 우마차가 불편함 없이 다니고 있었다.

“기왕 마을을 복구할 바에야 좀 더 잘 가꿔 살기 좋은 마을을 만들어 보자고 마을총회에서 결의를 했습니다. 주인들이 하나같이 자발적으로 참여하고 있습니다.

주민들은 한결같이 입을 모았다. 수행원은 자신이 본 마을 풍경과 주민들의 말을 그대로 박 대통령에게 보고했다. 

박 대통령의 입가에 엷은 미소가 번졌다. 그리고 짧은 생각이 머릿속을 스쳐갔다.

“그래 이거다. 농촌이 잘 살려면 농민들 스스로가 일어서야 한다, 그 토대를 정부가 만들어 주고 지원하자.”
박 대통령의 새로운 농촌개발 구상은 그렇게 싹을 틔우고 있었다. 당시 한국 농촌은 빈곤의 악순환에 허덕이고 있었다. 경제개발 5개년 계획이 성공적으로 추진되고 있던 1960년대 말에도 농촌의 환경은 나아질 기미가 보이지 않았다. 

이 때문에 박대통령이 가장 고민했던 것은 농촌이었다. 특히 농민들의 의식이 문제였다. 패배주의와 냉소가 팽배해져 ‘해 보겠다’는 의지 자체가 없었다. 가난을 숙명처럼 받아들이고 못사는 것을 당연한 것으로 여기고 있었다. 

희망과 의욕이 없으니 나태해질 수밖에 없었다. 농한기에는 도박이나 술독에 빠져 하루하루를 보냈다. 그나마 일부에서 무엇인가해 보자고 권유해도 “협동”이란 손해 보는 일이라 생각하며 나서기를 꺼렸다. 

하지만 신도마을은 달랐다. 농촌 환경 개선사업을 1957년부터 시작하고 있었다. 새마을운동이 전국적으로 시작되기 전이었다. 

주민들은 농가소득증대를 위해 길을 먼저 넓혀 나갔다. 마을 뒤쪽 골짜기 뒤실마을과 현재 위치인 새터마을을 잇는 ‘토끼길’ 2.5km를 40여일 만에 폭 4m의 농로로 만들었다. 1959년부터는 부엌 개량, 축담 개축, 옥내장식 등을 점차적으로 진행했다. 

신도 마을의 노력은 여기서 그치지 않았다. 1961년에는 부업장려 사업으로 가구당 감 묘목 50그루, 복숭아 10그루, 사과 1천 그루 이상 갖기 운동을 시작했다. 1963년에는 생활개선구락부 운영, 1통장 갖기 운동, 새마을금고 육성 등이 이어졌다.
신도 마을 방문 8개월 후인 1970년 4월 22일, 박 대통령은 새마을운동의 원형이 된 ‘새마을 가꾸기 사업’을 전국 지방장관회의에서 제창한다. 이 자리에서 박 대통령은 청도 신도마을 사례를 직접 소개하면서 자신의 구상을 피력했다.
“하늘은 스스로 돕는 자를 돕는다고 했습니다. 농민들이 자발적으로 나서 5천년 묵은 가난을 몰아내도록 그들의 의욕을 불러일으켜야 합니다. 먼서 농촌의 생활환경을 바꾸는 ‘새마을 가꾸기 사업부터 벌여보도록 합시다.”

새마을운동의 역사적인 첫 페이지가 열리는 순간이었다.

## 청도군의 새마을 운동 전개 과정[4]
- 새마을 운동의 전단계(1955년~1969년)

새마을 운동은 1970년 본격적으로 전개되었으나 1950년대부터 ‘마을 가꾸기 사업’·‘잘살기 운동’ 등이 청도군에서 시작되었다. 청도군 화양면 합천리의 장복주는 6·25 전쟁 이후 귀향하여 1955년부터 합천리 마을 주민을 대상으로 영농 개선 운동을 전개하였다. 청도군 청도읍 신도리의 김봉영은 1957년부터 신도 마을 주민들과 잘살기 운동을 전개하였다. 그리고 청도군 운문면 방음리의 홍영기는 1960년 육군 소령으로 예편하여 귀향한 뒤 국민 재건 운동 지도자를 자처하며 새 농촌 운동을 시작하였다.
- 새마을 운동의 조성기(1970년~1973년)

1970년 본격적으로 전개된 새마을 운동의 발상지는 청도군 청도읍 신도 마을이다. 1969년 8월 3일 박정희 대통령은 경남 수해 지역 시찰을 위해 전용 열차를 타고 부산 방면으로 가던 중 신도마을의 주민들이 마을 안길과 제방을 복구하는 모습을 보고 열차에서 내려 이 마을을 둘러보고 마을 주민들이 자발적으로 협동하여 공사를 하고 있다는 이야기를 듣고 크게 감동을 받았다. 이리하여 1970년 4월 22일 한해 대책 지방 장관 회의에서 박정희 대통령은 ‘우리 마을을 우리 힘으로 새롭게 바꾸어 보자’는 새마을 운동을 제창함으로써 전국적으로 확산되었다.
새마을 운동의 시작과 더불어 청도 지역은 선도적인 역할을 수행하였다. 1970년 7월∼8월 문화공보부에서 국토 보존[자조의 마을]의 영상이 신도 마을에서 촬영되었다. 1970년 7월 24일 대통령 비서실은 ‘경북 청도읍 신도동은 자력 개발의 의욕이 왕성하여 마을을 잘 가꾸고 충실하게 잘사는 마을로 전국에 시범이 될 지역으로 발전하고 있음’을 천명하였고, 신도동과 그 주변을 국토 보존 사업의 시범 지구로 조성하기로 하였다.
청도군의 대표적인 새마을 운동 사례는 청도군 운문면 방음리의 지붕 개량 사업과 청도군 각남면 녹명리의 운경 회관 완공이었다. 이리하여 전국 각처에서 신도 마을 견학이 이루어졌다. 1972년 3월 24일 박정희 대통령의 청도군 운문면 방음리 방문으로 새마을 운동의 발상지로서 청도군의 위상은 전국적으로 파급되었다.
- 새마을 운동의 확산기(1974년~1976년)

새마을 운동의 기본 이념인 근면·자조·협동의 지속적인 전개와 자율적인 참여가 확대되는 과정에서 1974년 이후 청도 지역의 새마을 운동은 생산 기반 시설, 농업용수 시설, 마을 안길 확장, 소교량, 마을 세천 정리, 공동 이용 시설 등을 다수 확충하였다.
1974년에서 1976년은 새마을 운동이 국민운동으로 위치를 확립한 단계였다. 새마을운동의 의지와 활동이 농촌에서 도시로, 그리고 직장과 공장으로 확산되면서 사업의 영역과 대상도 점차 확대되었던 것이다. 이시기에는 논두렁 바로잡기, 소하천 정비, 복합영농실시, 공동작업장운영, 농외소득원 발굴 등을 통해 소득증대사업에 중점을 두었고 또한 사회구성원들이 올바른 새마을정신을 갖도록 하는 국민의식개혁, 지붕개량, 주택개량, 상수도설치등의 생활환경 개선사업등이 진행되었다. 소득과 의식을 결합한 운동을 강조함으로써 물질적 풍요와 정신적 건강을함께 거두고자 했던 것이다.
- 새마을 운동의 심화기(1977∼1979년)

새마을 운동이 민간 주도로 추진되어 농어촌은 주택 개량·문화 시설 확충 등 복지 기반 확대를 목표로 하였고, 도시는 명랑하고 건전한 도시 환경 조성과 사회 윤리의 확립을 목표로 하였다. 그리고 공장은 원만한 노사 협조 체제를 목표로 하였다. 농촌 지역인 청도 지역은 새마을 회관 및 복지 회관 건립, 농로 확장 및 소하천 석축 등 새마을 기반 조성 사업을 광범하게 추진하여 1979년 새마을 운동 실적 총열 최우수 군으로 내무부 장관 표창을 수상하였다.
- 새마을 운동의 체제 정비기(1980∼1989년)

농어촌 환경 개선·소득 증대 등 외형적인 측면에서 큰 성과를 거둔 새마을 운동을 전 국민이 참여하는 국민운동으로 전착 발전시킨 시기였다. 1980년 12월 새마을 운동 중앙 본부가 발족되어 그 동안 정부에서 추진해 오던 업무 중 민간 부문의 새마을 업무를 이양 받았다. 청도군의 경우에도 민간 주도의 새마을 운동 기반 마련의 일환으로 1980년부터 주택 개량 및 취락 구조 사업, 소도읍 가꾸기 사업 등을 추진하였다.
- 새마을 운동의 자율 확대기(1990∼1998년)

새마을 운동은 1989년 4월 24일에 새마을 운동 중앙 본부가 새마을 운동 중앙 협의회로 명칭이 변경되면서 조직과 체계를 정비하였다. 그동안 새마을 운동의 추진성과를 바탕으로 국민 의식 개혁 운동, 환경 보전 운동, 농어촌 가꾸기 운동 등을 전개하였다. 청도군의 경우에는 새마을 운동의 발상지로서, 국내는 물론이고 해외에서도 견학의 발길이 이어져 국민 의식 개혁에 앞장서게 되었고, 지역 개발 운동과 환경 보전 운동을 통한 지역 경제 살리기 운동을 전개하였다. 특히 1997년 말의 외환 위기를 맞이하여 경제 위기를 극복하기 위한 국민 의식 개혁과 사회 풍토의 건전화에 노력하였다.

## 청도군의 새마을 운동 현황(1999년~2012년)[4]
1998년 12월 8일 전국 새마을 지도자 대회에서 새마을 지도자들은 ‘제2의 새마을 운동’을 천명하였다. 제2의 새마을 운동은 “더불어 살아가는 국민운동을 지향한다는 이념으로 경제난 극복과 공동체 사회 구현을 목표”로 하였다. 그 실천 원리는 근면·자조·협동의 새마을 정신이며, 그 성격과 방향은 “나라 살리기, 더불어 살아가는 사회 건설, 환경적으로 지속 가능한 사회 실현, 민족 통일 준비, 공생 공명의 세계화 운동” 등에 두었다.
청도군의 경우에도 ‘제2의 새마을 운동’에 발맞추어 1999년 환경 가꾸기 사업 등을 통해 군민 의식 개혁 운동을 전개하였다. 그 결과 2002년 제8회 늘 푸름 환경 대상 단체 우수상, 2005년 이후 경상북도 새마을 운동 종합 평가 최우수상 등을 수상하여 새마을 운동 발상지로서 위상을 확고히 하였다. 특히 새마을 운동의 발상지 신도 마을은 ‘새마을 운동의 메카’로써 전국 각지에서 견학단이 다녀갔으며, 2009년 4월에는 ‘새마을 운동 발상지 기념관’을 개관하여 새마을 운동의 성과를 조명하고 국민정신 교육의 장으로 활용하게 되었다.
한편 2007년 2월에 이른바 ‘새마을 원조(元祖) 논쟁’이 대두되었다. 청도군과 포항시 간에 빚어진 새마을 발상지 논란에서 2009년 4월 청도군의 주장이 타당한 것으로 인정됨으로써 일단락되었다. 동시에 ‘새마을 운동 발상지 청도 기념관’이 건립되었다. 나아가 청도군은 2009년 9월 ‘새마을 운동 발상지 청도’라는 문구를 특허청에 상표 등록하여 세계적인 명품 브랜드로 개발하기 위해 노력하고 있다. 뿐만 아니라 새마을 운동이 세계의 성공 모델로 주목받으면서 중국과 베트남, 몽골 등 세계 각국의 지도자들이 신도 마을을 찾고 있다.

## 의의와 평가[4]
1970년에 ‘우리 마을을 우리 힘으로 새롭게 바꾸어 보자’는 농어촌 새마을 운동을 시작으로 하여, 도시 새마을 운동으로까지 전개되었다. 청도군은 새마을 운동의 발상지로서 이 운동의 선도적인 역할을 수행하여 명실 공히 새마을 운동의 메카로 인정받고 있다. 새마을 운동 발상지 논쟁을 극복하고, ‘새마을 운동 발상지 청도 기념관’의 건립과 ‘새마을 운동 발상지 청도’라는 문구를 특허청에 상표 등록함으로써 새마을 운동 발상지로서 청도군의 위상은 한층 확고하게 되었고, 새마을 운동의 성공 모델로 세계적인 주목을 받고 있다.

## 같이 보기
- 2·7 사건